# Agostino Bertagnoli
Agostino Bertagnoli (né le 18 mai 1946 à Ghedi,) est un coureur cycliste italien, actif dans les années 1960 et 1970.

## Biographie
Ancien membre de l'équipe d'Italie, Agostino Bertagnoli a terminé quatrième du championnat du monde du contre-la-montre par équipes en 1970, avec plusieurs de ses compatriotes. Il a également remporté de nombreuses courses amateurs dans son pays. 
Il met un terme à sa carrière à la fin des années 1970. Malgré ses performances, il n'est jamais passé professionnel. 

## Palmarès
- 1968
  - Gran Premio Agostano
  - 2e de Milan-Busseto
- 1969
  - Coppa Conturba
  - 2e de la Coppa Antonio Bonomi
- 1970
  - Coppa San Geo
  - Coppa Lares
  - 2e du Grand Prix de l'industrie et du commerce de San Vendemiano
- 1971
  - Trophée Francesco Gennari
- 1972
  - 2e du Trofeo Papà Cervi
  - 2e de Castellania-Alassio
  - 3e de la Coppa del Grande
- 1973
  - Milan-Bologne
- 1975
  - Trophée Raffaele Marcoli
- 1976
  - Circuito del Porto-Trofeo Arvedi
  - 3e du Trofeo Fratelli Zambonelli
- 1977
  - Targa d’Oro Città di Legnano
  - Coppa Città di Melzo
  - 3e de Vicence-Bionde